# Секуняго
Секуня̀го (на италиански: Secugnago, на западноломбардски: Scugnai, Скюняи) е село и община в Северна Италия, провинция Лоди, регион Ломбардия. Разположено е на 68 m надморска височина. Населението на общината е 1971 души (към 2012 г.).